# Salins-les-Bains
Salins-les-Bains és un municipi francès, situat al departament del Jura i a la regió de Borgonya - Franc Comtat. L'any 2020 tenia 2.528 habitants.
Situat a la vall del riu Furieuse prop del puig Poupet. Té una església romànica, i una capella jesuïta del segle xvii. La riquesa principal eren les salines.

## Història
Salins fou donada en feu per l'abat de Sant Maurici de Valais a Alberic I vescomte de Mâcon el 942. La dinastia narbonesa es va mantenir fins al 1175. L'hereva Maureta de Salins, va deixar la senyoria a la casa de Vienne, que la va vendre el 1225 a Hug IV duc de Borgonya, que la va infeudar el 1237 a Joan de Chalon a canvi del comtat de Auxonne. Els seus descendents que van ser comtes, ducs de Borgonya, i més tard reis i emperadors, van portar el títol. El 1477 fou presa pels francesos i convertida temporalment en seu del parlament del Franc-Comtat per Lluís XI de França, però no va restar en mans franceses. El 1668 i després el 1674 els francesos la van ocupar i ja no la varen abandonar. El 1825 la ciutat fou destruïda pel foc.
Vegeu també: Senyoria de Salins